# Natasha Melnick

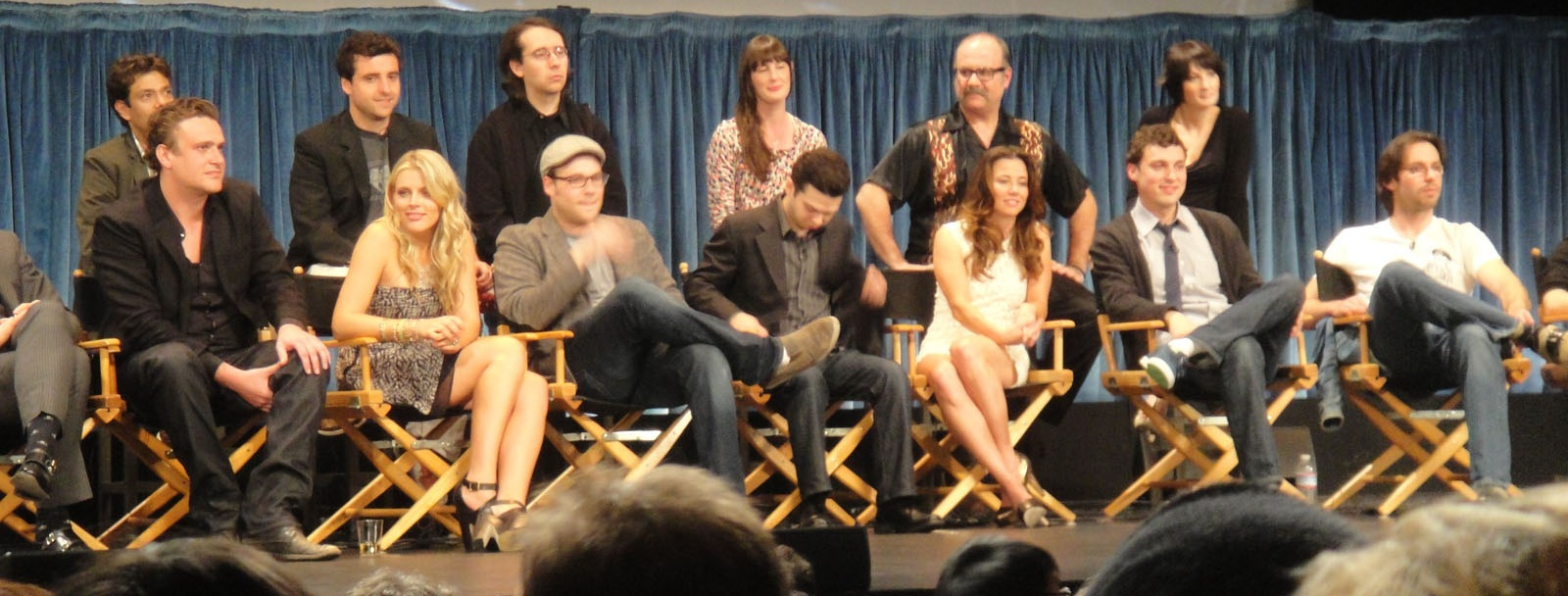
Natasha Melnick (obere Reihe, Rechts) mit dem Cast von Voll daneben, voll im Leben.

Natasha Melnick (* 10. April 1984 in Los Angeles, Kalifornien) ist eine US-amerikanische Schauspielerin.

## Leben
Melnick machte bereits im Alter von 15 Jahren, im Herbst 1999, ihren High-School-Abschluss. Im Jahr 2000 wurde sie gemeinsam mit John Francis Daley, Samm Levine, Martin Starr und Sarah Hagan für einen YoungStar Award in der Kategorie Best Young Ensemble Cast – Television für die Serie Voll daneben, voll im Leben nominiert. Dort war sie als Cindy Sanders zu sehen. Eine weitere Hauptrolle spielte sie in der kurzlebigen Fernsehserie Do Over als Isabelle Meyers.
In ihrer Freizeit spielt Melnick in einer Band namens One Last Run. Sie ist mit Jeff Tucker liiert, seinerseits Sänger und Gitarrist der Alternative Rockband Rock Kills Kid.

## Filmografie (Auswahl)
- 1998: Ein Zwilling kommt selten allein (The Parent Trap)
- 1999: Go!
- 1999–2000: Voll daneben, voll im Leben (Freaks and Geeks)
- 2000: Miracle on the Mountain: The Kincaid Family Story
- 2002: Do Over – Zurück in die 80er
- 2002: Nix wie raus aus Orange County (Orange County)
- 2004: The Hillside Strangler
- 2004–2005: Boston Public
- 2006: The Iron Man
- 2007: Everything or Nothing
- 2009: God Thinks You’re a Loser

### Gastauftritte
- 1998: Eine himmlische Familie (7th Heaven), Folge 3.05
- 2000: Malcolm mittendrin (Malcolm in the Middle), Folge 2.09
- 2001: King of the Hill, Folge 5.20
- 2001: Für alle Fälle Amy (Judging Amy), Folge 3.07
- 2001: American Campus – Reif für die Uni? (Undeclared), Folgen 1.07 und 1.08
- 2005: Life As We Know It, Folgen 1.09 und 1.10
- 2005: American Dad, Folge 1.01
- 2005/2006: Family Guy, Folgen 4.06 und 5.08